# Lorium
Lorium släktgods under antiken som till hörde den romerska kejsaren Antoninus Pius' släkt. Det låg 19 km väst om Rom. Antoninus Pius fick en del av sin utbildning här. Som kejsare byggde han ett palats i byn och där dog han år 161.